# São José de Caiana
São José de Caiana là một đô thị thuộc bang Paraíba, Brasil. Đô thị này có diện tích 176,326 km², dân số năm 2007 là 6039 người, mật độ 34,2 người/km².